# Крэнфорд (телесериал)
«Крэ́нфорд» (англ. Cranford ) — британский телесериал 2007 года, основанный на трех романах Элизабет Гаскелл: «Крэнфорд», «Миледи Ладлоу» и «Признания мистера Харрисона». Сериал был показан в пяти частях в ноябре и декабре 2007 года в Великобритании на телеканале BBC 1. В США телесериал транслировался в мае 2008 года. В 2009 году вышло продолжение сериала — специальный рождественский выпуск под названием «Возвращение в Крэнфорд».

## Сюжет
Действие сериала происходит в вымышленном городке Крэнфорде, Чешир. К сестрам Деборе и Мэтти (Матильде) Дженкинс приезжает дальняя родственница Мэри Смит, которая противится планам мачехи выдать её замуж. Знакомые сестер Дженкинс — это городская сплетница мисс Пол, вдова с аристократическими замашками миссис Джеймисон, миссис Форрестер, хозяева магазинчика супруги Джонсон, шляпница со свободными взглядами мисс Галиндо. Стоит Крэнфорд на земле, принадлежащей влиятельной леди Ладлоу, которая верит в то, что её сын когда-нибудь вернётся из Италии. Её управляющий мистер Картер берет под опеку Гарри Грегсона, яркого мальчика из бедной семьи.
В город, где кажется обитают одни только дамы, прибывает молодой доктор Харрисон — и сразу становится объектом романтического интереса нескольких обитательниц города. Он сам поражен красотой Софи Хаттон, дочери местного викария. У сестёр Дженкинс появляется новый сосед капитан Браун. Одна его дочь очень больна, а другая несчастна.
Смогут ли образец высоких моральных качеств Дебора и сама доброта Мэтти помочь всем своим соседям, которые всегда ходят к ним за советами?..

## Актёрский состав
Согласно титрам. Выделенные цветом ячейки показывают героев, присутствующих в обоих сезонах.
| Актёр                                | Роль                                                                 |
| ------------------------------------ | -------------------------------------------------------------------- |
| Франческа Аннис                      | Леди Ладлоу, хозяйка Хэнбери Корта                                   |
| Айлин Эткинс                         | Дебора Дженкинс, главный «моральный компас» Крэнфорда                |
| Клоди Блэкли                         | Марта, горничная сестёр Дженкинс                                     |
| Джон Боу                             | доктор Морган, признанный в городе доктор                            |
| Эндрю Бачан                          | Джэм Эарн, плотник, жених Марты                                      |
| Джим Картер                          | капитан Браун, отставной офицер                                      |
| Джуди Денч                           | Матильда «Мэтти» Дженкинс, сестра Деборы                             |
| Лиза Диллон                          | Мэри Смит, гостья сестёр Дженкинс                                    |
| Алекс Этел                           | Гарри Грегсон                                                        |
| Эмма Филдинг                         | Лоренция Галиндо, шляпница                                           |
| Дебора Финдли                        | Огаста Томкинсон, старая дева                                        |
| Барбара Флинн                        | миссис Джеймисон, вдова с аристократическими замашками               |
| Майкл Гэмбон                         | Томас Холблрук, поклонник Мэтти Дженкинс                             |
| Дебра Джилетт                        | Миссис Джонсон, совладелица магазина                                 |
| Филип Гленистер                      | Эдмунд Картер, управляющий леди Ладлоу                               |
| Селина Гриффитс                      | Кэролайн Томкинсон, сестра Огасты                                    |
| Ханна Хобли                          | Берта, горничная мисс Пол                                            |
| Алекс Дженнингс                      | Преподобный Хаттон, викарий                                          |
| Дин Леннокс Келли                    | Джоб Грегсон, отец Гарри                                             |
| Лесли Мэнвил                         | Миссис Роуз, домоуправительница доктора Харрисона                    |
| Джо МакФэдден                        | Доктор Джек Маршлэнд, друг доктора Харрисона                         |
| Джулия Маккензи                      | миссис Форрестер, вдова                                              |
| Кимберли Никсон                      | Софи Хаттон, дочь викария                                            |
| Алистэр Петри                        | Майор Гордон, поклонник Джесси Браун                                 |
| Джулия Савалия                       | Джесси Браун, дочь капитана Брауна                                   |
| Эдриан Скарборо                      | Мистер Джонсон, хозяин магазина                                      |
| Имельда Стонтон                      | Октавия Пол, городская сплетница                                     |
| Финти Уильямс                        | Клара Смит, мачеха Мэри                                              |
| Грег Уайз                            | Сэр Чарльз Молвер, магистрат                                         |
| Саймон Вудс                          | Доктор Фрэнк Харрисон, новый доктор                                  |
| в специальном рождественском выпуске |                                                                      |
| Мартин Шоу                           | Питер Дженкинс, брат сестёр Дженкинс, давно ушедший из дома          |
| Тим Карри                            | Синьор Брунони, волшебник                                            |
| Мишель Докери                        | Эрминия, воспитанница мистера Бакстона                               |
| Селия Имри                           | Леди Глемнайр, аристократическая сестра миссис Джеймисон             |
| Том Хиддлстон                        | Уильям Бакстон, сын мистера Бакстона                                 |
| Рори Киннир                          | Лорд Септимус, сын леди Ладлоу                                       |
| Джонатан Прайс                       | Мистер Бакстон                                                       |
| Джоди Уиттакер                       | Пегги Белл, обитательница Крэнфорда, ухаживающая за братом и матерью |
| Мэттью Макналти                      | Эдвард Белл, брат Пегги                                              |